# Martin Tůma
Martin Tůma (Most, 14 settembre 1985) è un ex hockeista su ghiaccio ceco, di ruolo difensore.

## Carriera
A livello giovanile ha giocato nell'HC Litvínov, mettendosi in luce tanto da essere scelto dai Florida Panthers nel draft del 2003.
La stagione successiva si trasferì in Nord America, dapprima nella lega giovanile Ontario Hockey League coi Sault Ste. Marie Greyhounds, per poi fare il suo esordio nel professionismo, negli ultimi incontri della stagione 2004-2005, coi San Antonio Rampage, in AHL.
Nelle due successive stagioni si è diviso tra i Rochester Americans in AHL e i Florida Everblades in ECHL, prima di fare ritorno in Europa. Nel massimo campionato ceco ha vestito le maglie di HC Litvínov (2007-2008) e HC Ceske Budejovice (2009-2011), mentre in seconda serie quelle di HC Slovan Ústečtí Lvi, HC Tabor (in prestito dal České Budějovice per un incontro nella stagione 2010-2011, cui si aggiunse anche un incontro con la seconda squadra in quarta serie), IHC Pisek (in prestito dal České Budějovice per alcuni incontri della stagione regolare 2010-2011 e per il successivo torneo di qualificazione all'Extraliga) e HC Most (in prestito dall'HC Litvínov per l'intera stagione 2013-2014).
Ha poi giocato anche in EBEL, con lo Jesenice (prima parte della stagione 2011-2012) e con il Dornbirner EC (per alcuni incontri nell'ultima parte della stagione 2012-2013), nella Extraliga slovacca, con il Nitra (seconda parte della stagione 2011-2012), e nella EIHL, con i Nottingham Panthers, che dopo nove incontri lo girarono in prestito ai Braehead Clan, nella prima parte della stagione 2012-2013.
Dopo una stagione (2014-2015) lontano dal ghiaccio, ha chiuso la stagione in alcune leghe minori nordamericane: in SPHL ha vestito la maglia dei Columbus Cottonmouths, in FHL quella dei Danbury Titans. Per tre stagioni non ha poi giocato, tornando sul ghiaccio nel 2019-2020 coi Danbury Hat Tricks, in Federal Prospects Hockey League.

### Nazionale
Ha vestito la maglia delle selezioni nazionali ceche giovanili dalla Under-16 alla Under-20. Con quest'ultima vinse un bronzo ai mondiali di categoria del 2005.

## Vita privata
Tůma è stato sposato dal 2010 al 2012 con la presentatrice televisiva ceca Kateřina Kristelová, da cui ha avuto una figlia.